# Семёнов, Александр (хоккеист, 1918)
Александр Семёнов (1918 — неизвестно) — советский хоккеист, защитник, тренер.
Выступал в составе ленинградского ОДО в сезонах 1948/49 — 1950/51. В сезоне 1950/51 чемпионата СССР был играющим старшим тренером команды.